# Jetsun Pema
Jetsun Pema (dzongkha: རྗེ་བཙུན་པདྨ་; Wylie: rje btsun padma; Thimphu, 4 giugno 1990) è la regina consorte del Bhutan dal 2011, in quanto moglie del re Jigme Khesar Namgyel Wangchuck.

## Biografia

### Famiglia
Jetsun Pema è nata al Jigme Dorji Wangchuck National Referral Hospital a Thimphu il 4 giugno 1990. Suo padre era Dhondup Gyaltshen, nipote di due Dzongpon di Trashigang: Thinley Topgay e Ugyen Tshering. Sua madre, Aum Sonam Choki, faceva parte di una delle più antiche famiglie nobili del Bhutan. Il nonno materno era fratellastro di due regine consorti del Bhutan: Ashi Phuntsho Choden (bisnonna dell'attuale re) e Ashi Pema Dechen.
Jetsun Pema è la seconda di cinque figli; ha due fratelli (Thinley Norbu e Jigme Namgyel) e due sorelle (Serchen Doma e Yeatso Lhamo). Ashi Yeatso Lhamo, sua sorella maggiore, è la moglie del fratello del re, il principe Gyaltshab Jigme Dorji Wangchuck. Dasho Thinley Norbu, suo fratello maggiore, è il marito della sorella del re, la principessa Ashi Euphelma Choden Wangchuck.

### Educazione
È stata educata presso la Little Dragon School, la Sunshine School (1995-1996) e la Changangkha Lower Secondary School (1997-1998), tutte a Thimphu. Si è poi trasferita al St. Joseph's Convent a Kalimpong, Bengala Occidentale, India, dal 1999 al 2000. Ha frequentato la Lungtenzampa Middle Secondary School a Thimphu dal 2001 al 2005 e successivamente la The Lawrence School, Sanawar, a Solan, Himachal Pradesh, India. Ha finito le superiori il 31 marzo 2008.
Si è laureata presso la Regent's University London, università privata di Londra, in relazioni internazionali.

### Matrimonio e discendenza
Durante l'apertura del Parlamento, il 20 maggio 2011, il re Jigme Khesar Namgyel Wangchuck annunciò il fidanzamento. Il 13 ottobre 2011 si sono sposati; Jetsun Pema è diventata così regina del Bhutan (Druk Gyaltsuen).
Il 5 febbraio 2016 ha dato alla luce il loro primo figlio, Jigme Namgyel Wangchuck, principe ereditario.
Nel dicembre 2019 è stato annunciato che i reali stavano aspettando il loro secondogenito entro la primavera del 2020. Il secondo figlio, il principe Jigme Ugyen Wangchuck, è nato il 19 marzo 2020.
Il 9 settembre 2023, la regina ha dato alla luce la principessa Sonam Yangden Wangchuck.

## Patrocini
- Presidente della Croce Rossa del Bhutan [BRCS] (2016 - presente)
- Patrona della Società del Talento del Bhutan
- Patrona della Società Reale per la Protezione della Natura del Bhutan
- Patrona della Società Jigten Wangchuck del Bhutan
- Patrona della Fondazione del Rene del Bhutan
- Ambasciatrice del UNEP Ozono

## Albero genealogico
|                                             |                                          |                                        | Genitori                               |  |  | Nonni |  |  | Bisnonni                               |  |  | Trisnonni |  |
|                                             |                                          |                                        |                                        |  |  |       |  |  | Ugyen Tshering, Dzongpon di Trashigang |  |  | …         |  |
|                                             |                                          |                                        |                                        |  |  |       |  |  | Ugyen Tshering, Dzongpon di Trashigang |  |  | …         |  |
|                                             |                                          | …                                      |                                        |  |  |       |  |  | Ugyen Tshering, Dzongpon di Trashigang |  |  |           |  |
| Brigadiere Ugyen Dorji Tangbi               |                                          |                                        |                                        |  |  |       |  |  | Ugyen Tshering, Dzongpon di Trashigang |  |  |           |  |
|                                             |                                          | Dorji Wangmo                           | …                                      |  |  |       |  |  |                                        |  |  |           |  |
|                                             |                                          | Dorji Wangmo                           | …                                      |  |  |       |  |  |                                        |  |  |           |  |
|                                             |                                          | Dorji Wangmo                           | …                                      |  |  |       |  |  |                                        |  |  |           |  |
| Capitano Dhondup Gyaltshen                  |                                          | Dorji Wangmo                           |                                        |  |  |       |  |  |                                        |  |  |           |  |
|                                             |                                          | Thinley Topgay, Dzongpon di Trashigang | Sonam Tshering, Dzongpon di Trashigang |  |  |       |  |  |                                        |  |  |           |  |
|                                             |                                          | Thinley Topgay, Dzongpon di Trashigang | Sonam Tshering, Dzongpon di Trashigang |  |  |       |  |  |                                        |  |  |           |  |
|                                             |                                          | Thinley Topgay, Dzongpon di Trashigang | Aum Chomo                              |  |  |       |  |  |                                        |  |  |           |  |
| Aum Karma Yangzom                           |                                          | Thinley Topgay, Dzongpon di Trashigang |                                        |  |  |       |  |  |                                        |  |  |           |  |
|                                             |                                          | Aum Lhamo                              | …                                      |  |  |       |  |  |                                        |  |  |           |  |
|                                             |                                          | Aum Lhamo                              | …                                      |  |  |       |  |  |                                        |  |  |           |  |
|                                             |                                          | Aum Lhamo                              | …                                      |  |  |       |  |  |                                        |  |  |           |  |
| Jetsun Pema                                 |                                          | Aum Lhamo                              |                                        |  |  |       |  |  |                                        |  |  |           |  |
|                                             | Tenzin Thinley, Khyungtrul Pema Wangchen | Sonam Tenzin                           |                                        |  |  |       |  |  |                                        |  |  |           |  |
|                                             | Tenzin Thinley, Khyungtrul Pema Wangchen | Sonam Tenzin                           |                                        |  |  |       |  |  |                                        |  |  |           |  |
|                                             | Tenzin Thinley, Khyungtrul Pema Wangchen | Sonam Lhatsho                          |                                        |  |  |       |  |  |                                        |  |  |           |  |
| Dasho Thinley Namgyal, Dzongpon di Zhemgang | Tenzin Thinley, Khyungtrul Pema Wangchen |                                        |                                        |  |  |       |  |  |                                        |  |  |           |  |
|                                             |                                          | Decho Dorji                            | Chimi Dorji, Dzongpon di Thimphu       |  |  |       |  |  |                                        |  |  |           |  |
|                                             |                                          | Decho Dorji                            | Chimi Dorji, Dzongpon di Thimphu       |  |  |       |  |  |                                        |  |  |           |  |
|                                             |                                          | Decho Dorji                            | Yeshay Choden                          |  |  |       |  |  |                                        |  |  |           |  |
| Aum Sonam Choki                             |                                          | Decho Dorji                            |                                        |  |  |       |  |  |                                        |  |  |           |  |
|                                             |                                          | Tshering                               | …                                      |  |  |       |  |  |                                        |  |  |           |  |
|                                             |                                          | Tshering                               | …                                      |  |  |       |  |  |                                        |  |  |           |  |
|                                             |                                          | Tshering                               | …                                      |  |  |       |  |  |                                        |  |  |           |  |
| Aum Rinchen                                 |                                          | Tshering                               |                                        |  |  |       |  |  |                                        |  |  |           |  |
|                                             |                                          | Aum Lekpa                              | …                                      |  |  |       |  |  |                                        |  |  |           |  |
|                                             |                                          | Aum Lekpa                              | …                                      |  |  |       |  |  |                                        |  |  |           |  |
|                                             |                                          | Aum Lekpa                              | …                                      |  |  |       |  |  |                                        |  |  |           |  |
|                                             |                                          | Aum Lekpa                              |                                        |  |  |       |  |  |                                        |  |  |           |  |